# Elisabeth Kuyper
Elisabeth Johanna Lamina Kuyper (Amsterdam, 13 de setembre de 1877-Muzzano, districte de Lugano, Suïssa, 26 de febrer de 1953) fou una compositora romàntica i directora d'orquestra neerlandesa.
Elisabeth Kuyper va néixer a Amsterdam el 1877. Va començar a tocar el piano quan tenia sis anys i als dotze va començar a estudiar música –contrapunt, composició i cant– al Maatschappij tot Bevordering der Toonkunst amb Antoon Averkamp, Louis Coenen i Daniël de Lange. Va començar a compondre molt aviat, sobretot una sonata per a piano i un preludi i fuga que va interpretar per al seu examen final el 1895, i una òpera en un acte que es va estrenar a Amsterdam el 1895. Va anar a Berlín el 1896 per estudiar composició amb Karl Heinrich Barth i Leopold Carl Wolfa, on va acabar els estudis l'any 1900.
El 1901 Kuyper es va convertir en la primera dona admesa per estudiar composició a la Meisterschule für Komposition dirigida per Max Bruch. Va ser molt productiva durant les classes magistrals amb Bruch, incloent la composició d'una Sonata per a violí, una Balada per a violoncel i orquestra i una Serenata per a orquestra. Max Bruch es va convertir en un mentor de Kuyper i es van mantenir en contacte fins i tot a la seva vellesa. Va dirigir moltes de les seves composicions, la va recomanar per a les beques del govern holandès i fins i tot la va ajudar a obtenir la nacionalitat alemanya.

## Una pionera
L'1 d'octubre de 1905, Elisabeth Kuyper es va convertir en la primera dona compositora a rebre el Premi Mendelssohn. Fou alumna destacada de la Reial Escola Superior de Música de Berlín, on a partir de 1908 ocupà una càtedra de teoria i composició. Fundà i dirigí la Tonkünstlerinnen-Orchester de Berlín, i l'associació coral Sängerinnen-Vereinigung, dels liceus alemanys.
Després va compondre la que potser és la seva obra més coneguda i interpretada, el Concert per a violí en si menor, opus 10. La peça va ser creada el 13 de febrer de 1908 amb l'orquestra de la Hochschule dirigida per Max Bruch, de 70 anys. L'abril de 1908 es va convertir en la primera dona a ser nomenada professora de composició i teoria a la Hochschule für Musik.

## Compromís amb les dones músiques
Kuyper va haver d'afrontar el repte que, a part d'algunes posicions de solista, les oportunitats professionals per a les dones músiques eren extremadament escasses i fins aleshores cap orquestra important havia emprat dones músiques. Kuyper va fer esforços per canviar aquesta situació. El 1908 va crear un cor de dones al Lyceum-Club de Berlín. El 1910 va crear i dirigir la Berliner Tonkünstlerinnen-Orchester (Orquestra de dones músiques de Berlín). Per a la convenció del Consell Internacional de les Dones celebrada a La Haia el 1922, Kuyper va formar una orquestra i un cor i els va dirigir. Després d'això, i amb l'encoratjament de Lady Ishbel Aberdeen, Kuyper es va traslladar a Londres el 1923, on va fundar la London Women's Symphony Orchestra. El 1924 va fundar l'Orquestra Simfònica de Dones Americanes a Nova York.

## Obra
- Opus 1, Sonata per a violí en la major, op. 1
- Opus 8, Serenata per a orquestra en re menor
- Opus 10, Concert per a violí i orquestra en si menor, op. 10
- Opus 11, Balada per a violoncel i orquestra en sol menor
- Opus 13, Trio per a violí, violoncel i piano en re major
- Opus 17, Sis cançons per a veu i piano
- Serenata Ticinese en la major[2]